# Gymnocalycium angelae
Gymnocalycium angelae (укр. Гімнокаліціум Анжелес) — сукулентна рослина з роду гімнокаліціум (Gymnocalycium) родини кактусових (Cactaceae).

## Історія
Наприкінці 1970-х років Роберто Кіслінг (ісп. Roberto Kiesling, нар. 1941), ботанік з Інституту ботаніки Дарвіна (Сан-Ісідро, Аргентина) відомий фахівець з кактусів, знайшов неподалік від Трес-Серрос (провінція Коррієнтес, північна Аргентина) рослину, зовні схожу з Gymnocalycium denudatum, що до того знаходили лише у Бразилії. Спочатку вважалося, що знайдена рослина — аргентинський представник цього бразильського виду. Цей вид своїм габітусом, справді схожий з Gymnocalycium denudatum, від якого його самого з впевненістю можна відрізнити за насінням, до того ж Gymnocalycium denudatum зазвичай більш темно-зелений, має плоскіші ребра і горбки, що менше виступають, квітка не має червоного зеву, перікарпель зазвичай трохи коротший.
Gymnocalycium angelae вперше описаний італійським ботаніком Массімо Мереналлі (італ. Massimo Meregalli, нар. 1952) у 1998 році у виданні нім. «Kakteen und Andere Sukkulenten».
Наскільки відомо, весь матеріал, що знаходиться зараз в Європі походить від вегетативно розмножених первинних, знайдених Кіслінгом рослин.

## Етимологія
Видова назва дана на честь Анжелес Грасілеї Лопес (ісп. Angeles Gracilea Lopez), яка була дружиною першовідкривача цього виду.

## Ареал і екологія
Gymnocalycium angelae є ендемічною рослиною Аргентини. Ареал розташований в департаменті Сан-Мартін, провінція Коррієнтес. Місцевість, де рослини були знайдені, являє собою групу з трьох пагорбів зі скелями, які підносяться менш ніж на 50 метрів над сильно окультуреною наносною поверхнею. Рослинність складається з чагарників і дерев. Пагорби використовуються під пасовища, так що деревна рослинність значною мірою відтіснена до менш доступної області скель. Gymnocalycium angelae росте поруч з кактусами Frailea schilinzkyana і Cereus uruguayensis.

## Морфологічний опис
| Орган              | Опис                                                                                                 |
| ------------------ | --- |
| Рослини            | зазвичай поодинокі.                                                                                  |
| Коріння            | |
| Стебло             | приплюснуто-кулясте, яскраво-зеленого кольору, гладке, блискуче до 8 см заввишки і 10 см в діаметрі. |
| Епідерміс          | |
| Маміли             | |
| Ареоли             | овальні.                                                                                             |
| Центральні колючки | відсутні.                                                                                            |
| Радіальні колючки  | 7, жовтуваті, з віком сіріють, з темнішими основами, 15-20 мм завдовжки.                             |
| Квіти              | білі з рожево-червоним центром до 4 см завдовжки і 5 см в діаметрі.                                  |
| Бутони             | |
| Зовнішні пелюстки  | |
| Внутрішні пелюстки | |
| Тичинки            | |
| Маточка            | |
| Плоди              | зелені до 3 см завдовжки.                                                                            |
| Насіння            | |

## Чисельність, охоронний статус та заходи по збереженню
Наприкінці 1990-х років Gymnocaiycium angelae був знову знайдений австрійським фахівцем з гімнокаліціумів Вольфгангом Папшем (нім. Wolfgang Papsch) на типовому місці зростання. Він оцінив чисельність популяції приблизно у двісті рослин.
Охороняється Конвенцією про міжнародну торгівлю видами дикої фауни і флори, що перебувають під загрозою зникнення (CITES).